# Айяла, Рубен
Рубе́н У́го Айя́ла Сана́брия (исп. Rubén Hugo Ayala Zanabria; род. 8 января 1950[…], Санта-Фе) — аргентинский футболист, нападающий, тренер.

## Карьера игрока
Начал свою профессиональную карьеру в аргентинском «Сан-Лоренсо де Альмагро», где получил широкую известность. Сыграв 5 лет клуб, Рубен сыграл 123 матча и забил 47 голов. В 1973 году перешёл в испанский «Атлетико Мадрид». В то время «Атлетико» тренировал Луис Арагонес и клуб показывал хорошие результаты. Всего Айяла сыграл за мадридский клуб 6 лет, проведя 169 матчей и забив 45 мячей. В сезоне 1979/1980 выступал за мексиканский «Халиско», сыграв 29 матчей и забив 16 голов. Последним клубом для Рубена стал другой мексиканский клуб, «Атланте», в котором провёл 4 года (1980—1984).
За сборную Аргентины провёл 25 матчей и забил 11 мячей. Играл за сборную на чемпионате мира 1974 в ФРГ (в последнем матче первого раунда забил гол в ворота сборной Гаити)

## Карьера тренера
После карьеры игрока Рубен начал карьеру тренера в 1986 году в мексиканском «Кобрасе». Также был тренером таких мексиканских клубов, как «Тампико Мадеро» (1987—1988), «Коррекаминос» (1992—194), «Пачука» (2005 и 2010), «Титанес Тулансинго» (2011) и «Мурсилагос» (2012).

## Достижения

### «Сан-Лоренсо»
- Чемпион Аргентины: 1972 (Метрополитано), 1972 (Насьональ)

### «Атлетико Мадрид»
- Чемпион Испании: 1976/1977
- Обладатель Кубка Испании: 1975/1976
- Обладатель Межконтинентального кубка: 1974